# Sabia swinhoei
Sabia swinhoei är en tvåhjärtbladig växtart som beskrevs av Hemsl, Forb. och Hemsl. Sabia swinhoei ingår i släktet Sabia och familjen Sabiaceae. Inga underarter finns listade.